# 29: Written in Stone
29: Written in Stone es el tercer álbum de estudio de la cantante de country Carly Pearce. Fue lanzado el 17 de septiembre de 2021 por Big Machine Récords. El álbum es una continuación del EP que Pearce lanzó en 2021, que narra su divorcio con Michael Ray y la muerte de su ex productor Busbee. Fue el tercer álbum de estudio lanzado en la carrera de Pearce y el tercero lanzado por el sello Big Machine. Se lanzaron dos sencillos "Next Girl" y "Never Wanted to Be That Girl" (Dueto con Ashley McBryde). Desde entonces, el disco ha recibido críticas positivas de los críticos.

## Lista de canciones
| CD    |                                                           |          |  |
| N.º   | Título                                                    | Duración |  |
| 1.    | «Diamondback»                                             | 3:02     |  |
| 2.    | «What He Didn't Do»                                       | 3:11     |  |
| 3.    | «Easy Going»                                              | 4:46     |  |
| 4.    | «Dear Miss Loretta (Con Patty Loveless)»                  | 3:40     |  |
| 5.    | «Next Girl»                                               | 2:44     |  |
| 6.    | «Should've Known Better»                                  | 3:01     |  |
| 7.    | «29»                                                      | 3:42     |  |
| 8.    | «Never Wanted to Be That Girl (Dueto Con Ashley McBryde)» | 3:34     |  |
| 9.    | «Your Drinkin', My Problem»                               | 3:34     |  |
| 10.   | «Liability»                                               | 2:44     |  |
| 11.   | «Messy»                                                   | 2:53     |  |
| 12.   | «Show Me Around»                                          | 3:40     |  |
| 13.   | «Day One»                                                 | 3:30     |  |
| 14.   | «All the Whiskey in the World»                            | 3:06     |  |
| 15.   | «Mean It This Time»                                       | 4:08     |  |
| 51:38 |                                                           |          |  |